# 진주 운석
진주 운석(晉州隕石) 또는 진주 운석 낙하는 2014년 3월 9일 대한민국의 많은 곳에서 오후 8시에 유성이 떨어지는 모습이 관찰되고, 다음날부터 진주시에서 차례로 총 4개의 운석이 발견된 사건이다.

## 진입 과정과 발견
이 운석의 유성체는 앞서 118km 상공에서 대한민국의 수도권 남부에 진입한 뒤, 대전광역시의 남쪽 하늘의 고도 85km 지점에서부터 빛을 뿜기 시작하며 남쪽으로 향한 것으로 보인다. 그러다 5초 뒤 경상남도 함양군, 산청군의 고도 25km 상공에서 공중 폭발하여 진주시에 떨어진 것으로 추정된다.
첫번째 발견은 3월 10일로 진주시 대곡면 단목리 파프리카 재배 비닐하우스에서 9.36kg짜리 운석이였다. 두번째는 3월 12일 진주시 미천면 오방리 중촌마을의 밭에서 4.1kg의 운석이, 세번째는 3월 16일 진주시 미천면 오방리의 어느 밭에서 420g의 운석이, 네번째는 3월 17일 진주시 집현면 덕오리 한 도로변 작은 개울에서 29.9kg의 운석이 차례로 발견되었다.
이로써 이 운석은 대한민국에서 1943년의 두원 운석에 이어, 두 번째로 낙하 지점이 확인된 운석이 되었다.

## 기원과 구성
운석의 모천체는 화성과 목성 사이의 소행성대에 위치해 있다가 궤도에서 벗어나게 되었고, 지구 근처를 지나다 지구 중력에 이끌려 최후를 맞이하게 되었다. 해당 운석은 태양계 나이와 비슷한 45억 6700만 년 전에 생성된 보통 콘드라이트 H5인 것으로 밝혀졌다. 분화되지 않은 시원 운석이기도 하다.

## 영향
첫번째 운석 발견 이후 희소성과 엄청난 가치가 주목받아 '로또 운석'이라는 이름의 언론 보도가 이어졌다. 이에 다른 운석을 찾아보려는 외지인들의 발길이 한동안 이 지역에 이어졌다. 그러나 이는 일부 언론의 운석 가격 과장 보도로 이어졌고, 정부와 소유자 간의 매입 갈등만 부추기고 말았다.
대한민국의 정부나 지방자치단체가 초기에 추진하던 보존 사업과 관광화 사업은 모두 멈추었다. 이는 정부가 진행한 2차례 운석 매입 협상에서 소유주와의
인식차를 좁히지 못했기 때문이다. 이로 인해 4개의 운석은 모두 소유주 개인이 보관하고 있다. 전문가들은 잘못된 운석 보관으로 인한 산화, 풍화 작용 등의 변질을 우려하고 있는 상황이다.
한편 이 사건을 계기로 2014년 12월에 대한민국 국회는 발견된 운석의 국외 반출을 금지하고, 국내 발견 또는 국외에서 반입된 운석을 등록해 관리하는 '운석 등록제' 포함된 우주개발 진흥법 개정안을 통과시켰다. 운석 등록제는 미래창조과학부 산하 한국지질자원연구원에서 시행된다.

## 같이 보기
- 충돌 사건
- 근지구 천체
- 퉁구스카 폭발사건
- 2013년 첼랴빈스크 운석 낙하